# Sclérotinia du colza
Le sclérotinia du colza est l’une des maladies principales du colza. Elle est provoquée par le champignon Sclerotinia sclerotiorum. En France, elle peut causer des pertes de rendement allant jusque 10 q/ha.

## Description
Cette maladie est essentiellement rencontrée dans les zones où le colza revient souvent dans la rotation culturale. Le sclérotinia est une maladie cryptogamique, autrement dit, une maladie qui provient du développement d’un champignon. Dans le cas du sclérotinia, ce sont les sclérotes qui sont à l’origine de la maladie.
Par conséquent, le sclérotinia représente une menace de longue durée pour la culture de colza. Sa nuisibilité est forte si l’assolement amène trop régulièrement sur la parcelle une culture sensible.

### Résistance
Aujourd’hui, de nombreux phénomènes de résistance sont apparus face à la carbendazime (matière active) qui n'est par ailleurs plus autorisée de mise sur le marché. D'autres familles chimiques peuvent encore protéger la floraison : carboxamides (le boscalid), triazoles et strobilurines.
Il est possible aussi de limiter les sclérotes en utilisant, en traitement de sol, une préparation à base de Coniothyrium minitans.

## Développement de la maladie
Certaines zones de production du territoire français sont devenues sensibles à la maladie. Ce phénomène est essentiellement du a la fréquence d’implantation de culture favorable au développement du sclérotinia et aux applications systématiques de fongicides chimiques. Une quantité importante de sclérotes est alors présente dans ces sols contaminant les cultures sensibles comme le colza ou le tournesol.
Au printemps, une courte période douce et humide suffit à développer le cycle de la maladie. Le sclérote germe pour donner du mycélium ou former des apothécies si la température est supérieure à 5 °C et l’humidité élevée pendant 10 jours environ. À maturité, chaque apothécie libère en quelques jours entre 2 et 30 millions d’ascospores. Véhiculées par les courants d’air, elles atteignent tous les étages foliaires de la parcelle et des parcelles voisines.

### Mode de contamination
Le colza est particulièrement sensible pendant la floraison. Des attaques durant la première moitié de la floraison peuvent conduire à des pertes de rendement importantes. C'est pourquoi la protection phytosanitaire intervient au stade de la chute des premiers pétales, entre 6 et 12 jours après la floraison.
La contamination de la plante ne survient que si les pétales sont touchés et si les conditions de germination des ascospores sont favorables. Les pétales stimulent en effet la germination des ascospores et la pénétration des tubes germinatifs dans la plante de colza. Le filament mycélien colonise le pétale en trois jours et celui-ci se nécrose. La chute des pétales nécrosés sur les feuilles inférieures contribue à étendre la colonisation au reste de la plante. En fin de cycle, Sclerotinia sclerotiorum forme des sclérotes dans les tissus contaminés. Ces derniers en tombant au sol assurent la préservation du pathogène et la contamination de la parcelle. Le sclérotinia représente un risque majeur essentiellement sur sol profond.